# Vòng đeo tay

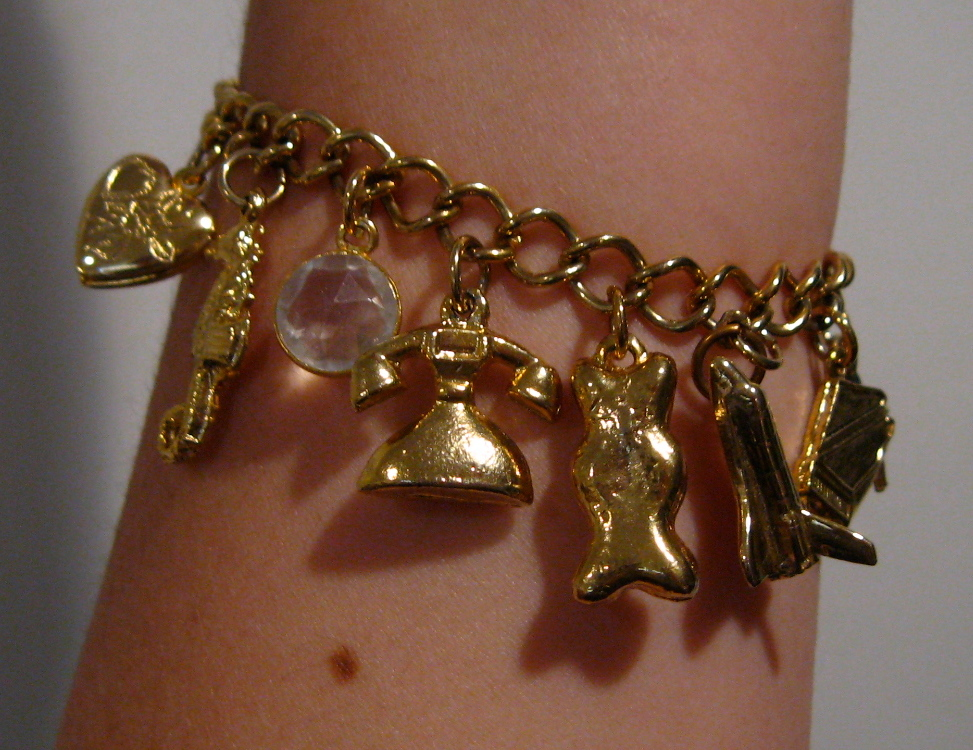
Một chiếc lắc thẻ làm từ vàng.

Vòng đeo tay là một loại trang sức đeo ở cổ tay. Vòng đeo tay có thể được làm từ rất nhiều loại chất liệu khác nhau dành cho cả nam và nữ được sử dụng từ lâu trong lịch sử. Đây là một loại trang sức được cấu tạo cơ bản bằng một chuỗi hay một dãi đeo quanh cổ tay để làm đẹp.
Khái niệm "vòng đeo tay" và "lắc tay" hay lập lắc thường được sử dụng lẫn lộn với nhau. Thực ra, vòng đeo tay là danh từ chung cho tất cả các loại trang sức đeo ở cổ tay. Trong khi đó "lắc tay" là chỉ một loại vòng tay cụ thể là loại vòng tay cứng - Bangles. Hiện nay trên thị trường có rất nhiều loại vòng đeo tay khác nhau. Mỗi loại lại có những xuất xứ, ý nghĩa, cách sử dụng và một câu chuyện riêng đằng sau nó.

### Lắc tay

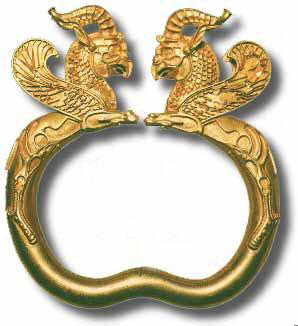
Một vòng đeo tay thời cổ ở Iran.

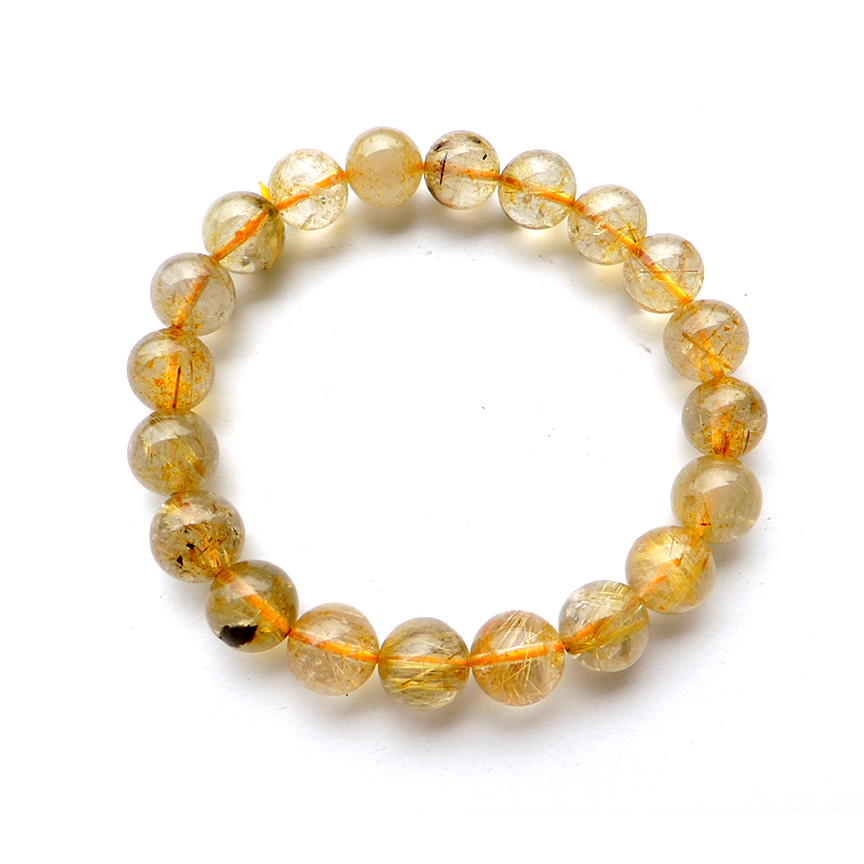
Lắc chuỗi hạt đá thạch anh tóc

### Lắc chuỗi hạt

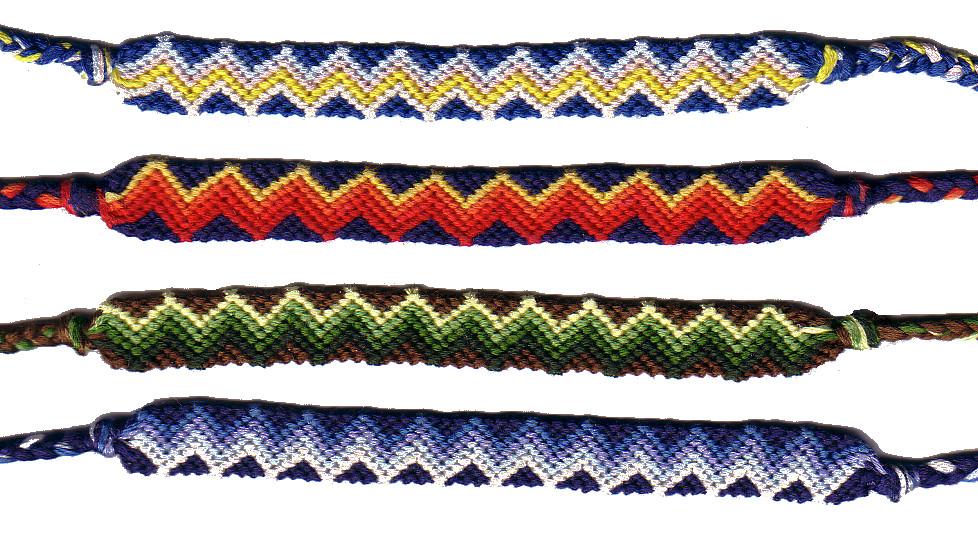
Một chiếc vòng tay tình bạn (2007).